# 上岡龍太郎
上岡 龍太郎（かみおか りゅうたろう、1942年〈昭和17年〉3月20日 - 2023年〈令和5年〉5月19日）は、日本の元漫才師、元司会者、元タレント。上岡劇団座長。
本名は小林 龍太郎。京都府京都市左京区出身。旧芸名は横山 パンチ、伊井 パンチ。
その他、講談師旭堂 南蛇（なんじゃ）、落語立川流Bコース高座名・立川右太衛門を持つ。また、作詞家としての別名義にミケランジェロをもじった「三池嵐次郎」（みいけ らんじろう）がある。
1959年、「横山パンチ」の芸名で、横山ノック・横山フックとのトリオ芸人『漫画トリオ』として大阪でデビュー。漫画トリオ解消後の1970年代からはピンでラジオ、テレビに出演し、1980年代には『鶴瓶上岡パペポTV』（パペポ）や『探偵!ナイトスクープ』などテレビ司会者として活躍。元々は全国進出の考えはなかったものの、パペポでのトークが評判となったことから1990年代には東京にも進出を果たし、東京では『上岡龍太郎にはダマされないぞ!』などで活躍したが、同時期より「僕の芸は20世紀まで」と語り、その公言通り20世紀の最後の年となる2000年をもって芸能界を引退した。
長男は映画監督の小林聖太郎。三人姉弟の長男で姉と異母妹がいる。兄弟漫才コンビのミキは甥（異母妹の長男・二男）にあたる。

## 経歴
父親は高知県幡多郡下川口村（現在の土佐清水市）大津の出身で、京都帝国大学法学部卒業の弁護士、小林為太郎（旧姓・上岡）。母親は宮崎県の出身で、42歳で上岡を出産、上岡が小学4年生の時に乳癌のために早世した。資産家で高学歴の出だった母は家事雑事を使用人に任せ、育児を子供の勉学に充てていた。母はあまり良い顔をしなかったが、龍太郎は香具師や芝居、歌舞伎や映画に熱中。この頃の将来の夢は芝居役者だった。
京都市立第四錦林小学校から京都市立近衛中学校を経て私立京都西高校（現・京都外大西高等学校）第一期生となる。入学当時、その頃関西唯一の民放テレビ局だった大阪テレビ放送（後の朝日放送テレビ）が学校を取材に訪れ、そのニュース映像に映っていたことが、1992年の『探偵!ナイトスクープ』内で紹介された（1992年10月2日放映「一人学生服の上岡龍太郎少年」）。高校在学中にロカビリーが流行し、その気に感化される。「同じ落ちるのならレベルの高い大学を受験しよう」と立命館大学の入試に挑むが不合格。目標であった大学進学を断念し、本格的に芸能の道を進むことになる。高校卒業後は京都でバンドボーイ、ジャズバンドの司会などを経験。軽やかな口跡が知られ、ハンサムな司会者として有名になる。
1959年、当時東京に進出していた浜村淳に弟子入りを懇願したが断られ、浜村の紹介でロカビリーバンド「田川元祥&リズムワゴンボーイズ」に加入。1960年に横山ノックの誘いにより、「横山パンチ」の芸名で横山フック（初代。後に現在の青芝フックが2代目として加入）と共に漫画トリオを結成する。
1968年、横山ノックの参議院議員選挙出馬により漫画トリオも活動を停止。以後、作家の香川登枝緒によって命名された「伊井パンチ」を一時名乗ったが、婿養子だった父の旧姓を取って「上岡龍太郎」を名乗るようになった。
1970年代には近畿放送、朝日放送、ラジオ大阪といった近畿圏の放送局でレギュラーを獲得し、中部日本放送でもレギュラー番組を持つなど近畿圏と中京圏を拠点に活動する。かつての相方のノックの誘いにより『ノックは無用!』『ラブアタック!』『花の新婚!カンピューター作戦』などで司会者を務め、関西を代表するタレントとなった。
上岡は長年、番組中や楽屋裏では「俺は絶対に東京に行かへん!」と語っていたが、1984年10月2日（火曜日）に『森田一義アワー 笑っていいとも!』のテレフォンショッキングに出演し、1987年には『鶴瓶上岡パペポTV』（読売テレビ）が放送開始された。『パペポTV』は翌年10月からキー局の日本テレビでも放送開始され、これが上岡の東京進出への決定打となる。1988年、代表番組となる『探偵!ナイトスクープ』（朝日放送）が放送を開始した。
1990年代には、上岡演劇祭なる小劇場系の演劇賞を主宰していた。
1980年代以降引退まで、上岡は舞台での役作りのため眼鏡を外すとき以外は原則、出演番組では眼鏡を着用しトレードマークになっていた。上岡も長らくにわたってすべての出演番組で縁が透明の太い枠にレンズが広い眼鏡を愛用して着用していたが、1999年年明けの「LIVE PAPEPO 鶴+龍 正月スペシャル」から縁の細い枠にレンズが狭い眼鏡に変更していた。
2000年4月、以前から放送で上岡は「俺は、芸能生活40周年を迎える2000年の春になったら完全に隠居する!」と公約していた通りに芸能界を引退した。その2か月前にあたる2月には引退会見を開いていた。
2023年5月19日、肺癌と間質性肺炎のため大阪市内の病院で死去した。81歳だった。上岡の訃報は、6月2日に報じられた 。
引退から20年以上が経過していたが、笑福亭鶴瓶、明石家さんま、上沼恵美子、松本人志、和田アキ子、有吉弘行、桂文枝など、多くの著名人が追悼のコメントを発表した。

## 人物

### 芸風
舌鋒鋭い話芸で、立て板に水を流したような流暢な口調と理路整然とした語り、一方で切れ味鋭い毒舌を吐きつつ芸人としてバカを演じてオチをつけるというスタイルであり、司会業にも優れていた。流暢な話術と博覧強記に支えられたそのような語りは、上岡節として高く評された。
また上岡はしゃべり出しに常套句や和歌・俳諧など昔から言い古されている言葉を多用した。これはデビュー当時に担当したラジオ大阪で放送された1時間のラジオ番組の同時録音テープを当時のディレクターから送ってもらった。ところがそれは上岡が「ああ～」「え〜っと」などと言ってしまう癖を編集で集めただけのものであり、「おまえ1時間の番組でこんだけ言うてたら視聴者ついてこん」と言われて、以降、会話のなかで「え～」とは言わないと決めたことに由来する。また、漫画トリオ結成前にノックが上岡（当時：パンチ）を誘ってネタを合わせたものの、ノックの出すネタに「はぁ」としか返せず、「これではあかん、成り立たん。」と言われ、上岡が話芸を磨くきっかけの一つでもあったとともに、初代フックが誘われた（ただし、初代フックは後に離れ、二代目フックに引き継がれる）。
戸田学は2018年の著書で、西条凡児・浜村淳とともに上岡を取り上げ、この3人を関西弁の「話芸の達人」としながら、彼らの芸風は異なる話芸（凡児は落語、浜村は浪花節、上岡は講談）の特徴を受け継いでいると評し、凡児が上岡に「新聞や『週刊朝日』みたいな堅いものを読みなはれや、『アサヒ芸能』は読まんでよろしい」とアドバイスした話も紹介している。「知性で笑わせられる芸人」との評がある。なお、上岡はデビューまでに歌手の美空ひばりのエピソードに倣って百人一首を覚えたり、露天商の口上を覚えたりと、この時期に吸収したものが上岡の芸に存分に発揮されている。
これについて、上岡は自身の芸を以下のように語った。
| 「 | 僕は知的だといわれますが、適当なことばっかり言ってるんです。もっと知識のある人が僕を見て、「愛い（うい）やつじゃ」と嗤ってくれればいいんです。 僕はしょうもないことはよく覚えてて、大事なところの知識がない。これを僕は「知識のドーナツ化現象」と名付けてます。 | 」 |

これは後述する両親の教育方針や自身のウィークポイントをフォローするためであった。曰く、「余計なことを覚えることが好きで、それで回りを作っていく。そうすると真ん中にある基礎的なことがスコーンと抜けてしまう。基礎的なことで突っ込まれれば「お前これ知ってるか？知らへんのかいな？」ということになるが、その余計な知識で話を組み立てれば、当然基礎的なことを知ってるもんだと思われる。」とも語る。
著書『上岡龍太郎 話芸一代』ではこのようにも語った。
| 「 | 何かをしゃべり出すなり、考える時というのは＜エ〜＞と言いたくなる。 それを言わんにはどうしたらいいか?と考えた。 そうや、口をついて出てくる言葉を言うときゃええねやと。 それには言い馴れた常套句で、例えばことわざとか和歌であるとか、それも出来るだけその言葉が難しければ難しいほど、聴いている方も考えるから、そうすると＜エ〜＞と言わんと黙ってても、その方が却って、聴いてるもんを魅きつけることがあるはずだと思ったんです。 | 」 |

番組で自己紹介をする際、「芸は一流、人気は二流、ギャラは三流」「恵まれない天才、私が上岡龍太郎です」をキャッチフレーズとした。やがて「私が上岡龍太郎です」と述べるようになる。この際、「私が」という部分を強調するのが特徴であった。さらに上岡の担当番組では独特の口上があり、それを流暢に読み上げた後に「私が上岡龍太郎です」を付けて挨拶するまでが一つの流れであるが、『ノックは無用!』のように別に立てる人間がいる場合は口上はない。
芸人・タレントとして全国的に名を馳せてから横山ノックを賞賛する立川談志の落語立川流Bコース入りした。立川流での芸名は、上岡が大ファンでもある市川右太衛門に因んだ「立川右太衛門」。上方お笑い大賞の大賞を受賞したときの授賞式のプレゼンターとして市川右太衛門が登場した。
談志は上岡のことを「芸人に憧れ、憧れ続け、尚も芸人になろうしたが結局、芸人に成り切れなかった芸人」と評し、上岡著作のあとがきにて「芸人であることを糊塗する詭弁の著作である」と喝破している。

### 家族
父親の小林為太郎は弁護士で自由法曹団に所属しており、日本共産党公認で衆議院議員選挙に出馬し落選した経験を持つ。高知県の貧農から苦学して京都大学を卒業した。
母親（もともとの名前は喜多 タマであったが、すぐに小林家に養女に入り小林 タマになった）は宮崎県延岡市の資産家の養女で東京女子高等師範学校出身。厳しい人だったが、上岡が10歳の頃に早世したこともあり、あまり記憶にないという。巨乳であったことと、母が乳癌を発病した際に霊媒師・占い師などが詰め掛けて食い物にしたことだけははっきりと覚えているという。このことは、上岡の心にトラウマを刻み付け、オカルト物を徹底して否定させる原因になった。
その母親が平成時代で言う「教育ママ」で常に勉強するように厳しく言われていた。その母親が急逝。父親は龍太郎を呼びつけ、「『若い時の苦労は買うてでもせえ』という言葉があるが、あれは嘘や。苦労しても苦労しても苦労する人はぎょうさんいてる。ええか、楽に行け。」と言われた。もともとみんなと同じように足並みそろえてものを覚え・学ぶことが苦手であった龍太郎はその言葉がその後の人生の糧となった。
他に姉が1人、異母妹（兄弟漫才コンビ「ミキ」の母親）が1人いる。
妻は、パンチ時代からのファンである。上岡に集まってきたファンの中から感ずるところがあり、上岡も「君は将来、ぼくと結婚する」と口説き続けていたという。結婚後は、上岡が多忙を極めていた1979年度の上半期に、『奥さまリビング』（当時関西テレビで平日の午前11時台に放送されていた関西ローカル向け番組）月曜日にレギュラーで出演。「二人でお茶を」（全国ネットで人気を博した『パンチDEデート』の高齢者版に当たる公開お見合いコーナー）で、桑原征平（京都西高校における上岡の後輩で当時は同局アナウンサー）と共に司会を務めた。もっとも、上岡のテレビ・ラジオ番組へのレギュラー出演はこのコーナーだけで、1979年9月のコーナー終了後は主婦業と上岡プロモーションの社長業に再び専念している。

### 漫画トリオ時代と横山やすし
横山ノックの誘いにより漫画トリオに加入する。これは、ネタの構成等で上岡のセンスが必要でノックから旧知の上岡に声をかけられたからである。
ノックは上岡より10歳年長であり上岡の師匠だと思われがちだが、実際は師弟関係ではなく別グループで出演した舞台での共演が縁で知り合いであり、ノックから誘われて漫才トリオを結成した同僚であり友達である。ただし、漫才や演芸についての知識はあっても司会とは勝手が違い、特にツッコミの入れ方でノックから厳しく指導された。
上岡（当時は横山パンチ）はノックの弟子である横山やすしとはあまり年が違わないうえに、上岡はノックの仲間、やすしはノックの弟子という関係であり、しかし芸歴そのものは中学卒業と同時にプロとなったやすしのほうが若干長いため、微妙な関係であった。とはいえ、やすしはノックの弟子であり漫画トリオの付き人であるので、パンチ（およびフック）の世話もしており、上岡によるとちゃんとこなしていたという。やすし・きよし結成以前、秋山たか志に「おまえは将来どんな漫才がしたい? 誰と組みたい?」と尋ねられた際、「パンチさんと漫才したい」と答えたが「似たようなもので組んでどうする。違う個性がぶつかるから漫才やないか」とたしなめられた。

### 他の芸能への関心
様式美を好むところがあり、前述の右太衛門のように様式美の中で心躍らされるチャンバラ映画を深く愛している。松竹新喜劇と藤山寛美に敬意を払い、「変化座」構想を練り上げ、気の合う仲間たちと引退前の数年、新喜劇興行を行った。寛美自身の賛同も得、寛美本人の演出も予定されていたが（演目は「愚兄愚弟」）、寛美の急逝のため実現しなかった。
上岡は20歳頃に三代目桂米朝の弟子になろうとしたが、米朝宅で十代目桂小米（後の二代目枝雀）を見かけてかなわないと思い、諦めた。上岡は枝雀を「幻の兄弟子」として尊敬し続けており、自身司会の『EXテレビ』で笑いの理論「緊張の緩和」についてインタビューをしたこともある。引退後も米朝一門とは縁が深く、自身のコメントなどの管理窓口を米朝事務所に委託している。
1977年には三代目旭堂南陵に師事し、その年の干支にちなんで「南蛇」を貰う。その後、1年ごとに干支に因んだ名前「南馬」「南羊」「南猿」と改名し、12年後に真打昇進するという計画を立てていた。

### 東京進出
やしきたかじんとともに大阪を代表するタレントであったが、彼同様に全国ネットへの出演は少なかった。1990年代以前にもラジオや、テレビ番組『ミセス&ミセス』のほか、『ラブアタック!』などの全国ネット番組に出演していたが、上岡は「東京嫌い。東京では仕事をしません」「全国ネットでやってる笑いは程度が低い。僕がアホに合わせる必要はない」と公言していた。1984年10月2日に、横山ノックからの紹介で『笑っていいとも!』の『テレフォンショッキング』に出演したが、「東京は民度、文化レベルが低い」「東京は田舎者の集まり」と発言し、お友達紹介の際は自宅の妻に電話を掛けるなどの行動を取った。
大阪で人気の深夜番組となった『鶴瓶上岡パペポTV』が、1988年10月10日から東京でも放送され、「鶴瓶の横にいる、あの芸人は誰だ?」と関心を集め、『上岡龍太郎のもうダマされないぞ!』で東京進出を果たした。東京でのギャラについて「びっくりしました。東京と大阪じゃギャランティーの明細の額がゼロ3つ違うんですわ」と、当時吉本興業取締役だった林裕章（のちに社長・会長）に言い、林も東京吉本を主戦として考えるきっかけになったとされる。ギャグとして「（全国ネットの視聴者も）やっと僕の笑いが分かるようになった」とも言うようになる。
東京進出初期には「東京は田舎もんの集まりやろう。生粋の東京人でない人が、東京人ぶってるのが腹が立つ」と頻繁に言っていたが、のちになって『EXテレビ』で「あの発言で笑ってもらえると思っていたら、笑ってもらえなかった。それから言うのを止めた」と語っている。その後は、東京嫌いのことを突っ込まれると「ひがんでたんやろうな」と言うようになった。

### 他県・特定地域に対する揶揄
東京以外でも「某県は盗人が多い」「某県はほら吹きが多い」「（京都市の区のうち）某区（または宇治）は京都と認めない」「大阪のひったくりは奈良と和歌山から来た奴ら」など、一定の地域をステレオタイプ的に揶揄したりすることがあり、真に受けた奈良県・和歌山県の県民と県庁に抗議されたこともある。
「宇治は京都と認めない」に類する発言としては、『ルックルックこんにちは』でリポーターとして出演していた際、京都の宇治出身の番組プロデューサーが同郷であることを雑談の話題にしたが、京都市左京区出身の上岡が「宇治は京都と違う」という趣旨の返答をしたため、それから番組に呼ばれることなく短期間での降板となったことがあった。ただし、あくまでも上岡は個人的に宇治市が嫌いなだけであり、宇治市と同じく京都市に隣接している京都府内の残りの市町村である、南丹地区の亀岡市や南丹市、乙訓地区の長岡京市や向日市、宇治市と同じく南山城地区の久世郡久御山町や八幡市などの他の市町村については嫌いではないという（むしろ上岡は長岡京市のスポットである長岡天満宮や八幡市に位置する名所である松花堂や石清水八幡宮については評価をしている）。

### 阪神タイガース
かつては大の阪神ファンで、『タイガース・フィーバー』では自称「金は出さぬが口は出す、阪神タイガース陰のオーナー」と公言し、長期にわたって独特の視点で応援し続けた。1983年に川藤幸三が、若返りのために球団から引退勧告された際、フロントの首脳に「阪神一筋で野球ができるなら給料は要りません。ただ、そんなに引退しろというなら、僕をトレードに出してください」と訴え、現役続行が認められた話に感動した上岡は、2代目桂春蝶らと共に「川藤の給料はワシらで出そう!」とカンパで集めたお金をシーズンオフに「これを給料の足しにして欲しい」と持って行ったエピソードがある（川藤はそのお金で「川藤シート」として招待席を購入していた）。さらには上岡が初代の司会を務めた「探偵ナイトスクープ」において、最初の依頼に1985年の阪神優勝時に道頓堀川に投げ込まれたカーネル・サンダース人形の調査を実施した程である。
だが、芸能界引退を目前としていた2000年に、読売ジャイアンツを自由契約になった広澤克実の阪神入団が決まった際に、球団が背番号31（元ミスタータイガース掛布雅之の付けていた番号）を与えたことに激怒し「陰のオーナー辞めます」と宣言した。それ以後は近鉄を応援するようになり、たびたび「大阪市長選挙に出馬して当選したら大阪市で近鉄を買い取る」と発言していた。

### マラソンとゴルフ
かつては、テレビで堂々と「僕はゴルフはやりません」と公言していたが、のちにゴルフを好むこととなった。
また、「マラソンなんかしません」と言いながらマウイマラソンに参加（1995年の25回大会から冠スポンサーに。上岡の功績は大会HPで讃えられている（2006年10月時点））、1995年に豪州のゴールドコーストマラソンにも挑戦しており、この時には一般ランナーの壁とされる4時間以内のタイムを、3時間48分25秒で走破した。マラソン熱が高じてサロマ湖100キロウルトラマラソンのようなウルトラマラソンにも挑戦し完走している。『オールスター感謝祭』の「赤坂5丁目ミニマラソン」ではランナーの常連、ハンデキャッパー（同番組でハンデが科せられる上級走者のこと）であった。
もともとマラソンを始めたきっかけは、1990年頃に仕事のために大阪市内の自宅から読売テレビまで徒歩で行こうとして、途中大阪城公園を通った際に何気なく走ってみたところ、ほんの数メートルで息切れしてしまい、体力の衰えを痛感したのが一因、その後、色々工夫しながら徐々に距離を延ばして走り続けた結果、マラソンが好きになった。

### オカルト批判
幽霊などの存在に懐疑的であることで知られる。芸には厳しく、短気で妥協を一切許さない一面があり、番組出演中に納得がいかないことがあれば番組を途中で降りたり、役割を忘れることがあった。特に心霊モノや霊媒師・超能力・オカルト現象などを肯定的に採り上げると、この傾向は顕著に出た（上岡局長激怒事件）。
背景には上岡の実体験が大きく影響している。実母（上岡自身が小学4年生の時に死去）が祈祷や占い、八卦を信じる性格で、龍太郎少年にもそれを強いた。その母が乳癌にかかった際、霊媒師・占い師などが詰め掛けて食い物にしようとした霊感商法を目の当たりにしたため、上岡は心霊モノを嫌うようになった。ただし、こうした金目当てのものや、それを助長しかねない内容のものを厳しく批判しているが、風物詩や民間伝承としての役割については容認している。占い師銀座ジプシーの著書では、「ある占い師が夫人に『あなたのご主人は浮気しています』と吹き込んだから」とも書かれている。
また、東野幸治、今田耕司のラジオ番組に出演した際、実際に占い師に視てもらい「過去の話は自分が一番知っている。未来の事を当ててほしい」と伝え、「これから僕はあなたを殴ります。それは素手ですか、灰皿ですか」と尋ねたところ「あなたはそういう事をする人ではありません」と返答があったが、「そういう事をする人じゃ」と思い切り殴ったというエピソードを披露した。

### 政治姿勢
「政治家でない以上、青臭いくらいの立場でいい」とのことで、「左派的」かつ「判官びいき的」姿勢である。1990年代前半までは平和:市民を支持していた。
普段の発言どおり、翼賛的な風潮があると判断した場合は批判的になる。横山ノックに対しても例外ではなく、1998年11月の時点で上岡はノックの後援会長を務めていたが、ノック2期目出馬の際、ノックではなく日本共産党推薦の対立候補で哲学者の鰺坂真を支持した。セクハラ事件の際も、疑惑発覚当初から現職大阪府知事でもあったノックを正面から批判した（「あれはやっとるな」と発言し、府議会でもノックへの質問に取り上げられた）。ノック辞任後の大阪府知事選でも、後継の太田房江ではなく再出馬した鯵坂を支持した。
ノックがわいせつ事件で揉めている頃に、上岡はギャグでデイリースポーツの記者に立候補の意思を漏らし、これがスクープになる。次に聞きつけたスポーツ報知の記者にやはりギャグで市長選への出馬を表明し、これもスクープになるが、立候補する対象が市長なのか府知事なのか、情報が錯綜していることを知った上岡はこれもギャグで「まずはマンションの自治会長から」と各誌バラバラのコメントをし記者を混乱させる。

### 島田紳助との関係
島田紳助から心の師として尊敬されている。若手時代、紳助・竜介の漫才を見て紳助を食事に誘い、「君はどんな漫才がしたい?」との問いに、紳助は「今までになかった漫才がやりたいんです」と答えた。その言葉に上岡は「よし! じゃあ僕が今から今までの漫才のパターン全部教えてやるから、これからそれやったらあかんぞ」と答えたという。その結果、紳助竜介はリーゼントヘアにつなぎ作業着という不良スタイルの「ツッパリ漫才」という今までにないスタイルを確立させ、主に若い男性から支持を得た。以降、2人は師弟のような関係を築いていく。
紳助竜介が新進漫才師の時代に映画『ガキ帝国』で共演し、その後にも2人は『EXテレビ』や『クイズ!当たって25%』などの紳助司会の番組で共演することが多かった。『パペポTV』の最終回では、「AB型の人間はボクは嫌いなんだけど、彼（紳助）は同じ京都出身・AB型・3月生まれと奇蹟的にいろいろ揃ってるからか、考えてることが手に取るようにわかる」とも語っていた。
紳助は上岡引退の際、「芸能界での道標を失ってしまう。引退を考え直してほしい」という内容の手紙を送ったが、上岡は「ずいぶん前から君は僕の前を走っているんだよ」という内容の手紙を送った。この手紙を読んだ紳助は涙が止まらなかったという。
紳助が2004年に暴力事件を起こして謹慎中だった際、真っ先に相談したのも上岡だった。紳助の「僕はこれからどうすればいいのでしょう」との言葉に「悪いと反省しているなら誠心誠意相手の女性に謝れ。でも自分から『引退する』などとは絶対に言うな。周りのスタッフのことを考えろ」と、引退を決めようとしていた紳助を諭した。2011年になって、紳助は『THE MANZAI 2011』で大会審査委員長を務めた際に、このことを語っている。
2011年8月、紳助は自身の不祥事で芸能界を引退することになったが、インタビューで「上岡さんと一緒の55歳で引退したのは何かの縁でしょうかね」と語った。しかし、上岡が引退したのは58歳の時であり、これは紳助の勘違いであった。

### その他の人間関係
『ラブアタック!』で一緒に司会をしていた和田アキ子とは素人時代からの知り合いで、『笑っていいとも!』のテレフォンショッキングで、和田が上岡を紹介したこともある。
俳優の土屋嘉男とも親交が深かった。
板東英二とはCBCラジオでパーソナリティを務めていた時代からの付き合いであり、『ばつぐんジョッキー』では「阪神タイガースvs中日ドラゴンズ」（上岡は阪神ファン、板東は中日OB）の構図での丁々発止のやりとりが好評を博していた。1979年のプロ野球シーズン中に板東がCBCの野球解説者の契約を解除され、CBCの他番組も降板させられて仕事が激減した際には、上岡を頼って大阪へ拠点を移して芸能活動を行うようになり、上岡のアドバイスで話術を身につけ、その後のブレイクのきっかけとなった。後年、メナード青山リゾートのCMで共演している。

### 芸能界引退
芸能界引退前は「シニアプロゴルファーになって、戸張捷よりも良い解説をする」「ジョギングで桜前線とともに北上し、紅葉前線とともに南下する」「皆が止めようとしないから辞めざるを得ない」と発言していた。
1996年の年末、『パペポTV』において笑福亭鶴瓶が上岡の芸能界引退をほのめかし、本人もそれを認める。そして1997年のパペポTV新春スペシャルのオープニングにおいて正式に芸能界引退を表明する。上岡は「2000年に芸能界デビュー40周年を迎える。ボクの芸は20世紀で終わり。21世紀には新しい人生を歩みたい」と述べ、3年後の2000年4月に芸能界を引退。松竹座で行われた「かわら版忠臣蔵」が最後の舞台で、最後のテレビ出演は『徹子の部屋』である。
芸能界引退を前にほとんどのレギュラー番組は終了し、2023年現在も局長（司会者）を代えながら継続している『探偵!ナイトスクープ』の引退特番後、同番組は約8ヶ月間はレギュラー陣が交代で局長代行を務め、後に西田敏行が2代目局長に就任した。その後、2019年11月22日放送分をもって西田も局長の座を退き、翌週分より松本人志が3代目局長に就任した。就任発表会見で松本は「上岡さんから始まって、僕の中では西田局長の次は紳助さんじゃないかなと思っていた」「紳助さんの復帰が難しそうなので、僕が勝手に命を受けたと思っている」と語った。
芸能界引退に伴い、個人事務所の上岡プロモーションは解散した。芸能界引退後のコメント等の取材・版権管理は米朝事務所が窓口となっていた。

### 引退後
引退後、稀に知人の芸能人のパーティーやゴルフ大会、冠婚葬祭などに顔を出すことはあり、その様子が何らかの形で紹介されたこともあったが、基本的には露出はしていなかった。親交があったオール巨人のブログには、オール巨人と一緒に撮影した写真がブログに掲載されており、上岡の近況が確認出来ていた。
2001年4月に関西テレビで放送された特別番組『KAMIOKAマウイマラソン』に主催者として出演。
2007年6月7日に催された「横山ノックを天国へ送る会」では漫画トリオ時代の芸名であった「横山パンチ」名義で献杯挨拶として登壇し、ノックへのメッセージを語った。
2007年6月17日に行われた桂雀々芸能生活30周年記念「雀々十八番」（会場：シアターBRAVA!）最終日のパネルトークにサプライズゲストとして出演した。
2007年7月7日京都南座での桂ざこばの会に特別サプライズゲストとして出演。
2008年11月11日、大阪・中之島のリーガロイヤルホテルで行われた桂雀々の小説出版記念パーティーに出席した。
2011年12月21日、東京都千代田区のホテルニューオータニにて催された立川談志（2011年11月21日没）のお別れの会に参列し、マスコミのインタビューに応じて談志との想い出を語った。
2015年、桂米朝の葬儀に参列した際にマスコミ取材に対応し、「（一般聴衆として、米朝さんの高座を）客席からよう見せてもらっとった」「米朝の名は永久欠番でしょうね」などと米朝を偲ぶコメントを残している。
2016年9月には弟子のテントが交通事故により急逝、通夜と葬儀に参列。10月15日には京都国際映画祭の会場で映画鑑賞後に取材陣にコメントを残した。
生前に自身の死去に際してはごく限られた身内での密葬にとどめ、お別れの会なども固辞する意向を周囲に伝えていた。亡くなる前年秋には既に「積極的治療の術がなく」なっており、本人も延命治療を望んでいなかったことが明らかになっている。2023年5月19日、大阪市内の病院で死去したが密葬後の同年6月2日に米朝事務所が報告し広く報じられ、長男の小林聖太郎が家族からのコメントを発表した。

## 弟子
上岡龍太郎は弟子をあまり取らなかった。
ぜんじろうが全国ネットでのレギュラーを持っていた時は、「そのとき売れているやつが一番弟子や」と言っているが、あまり師弟関係を意識していないというのが実際の所であり、弟子の一人であるぜんじろうは他芸人の付き人によくある厳しい師弟関係や礼儀作法などを仕込まれたことは無く、ほぼ放任に近い形の付き人であったという。そのため他の大御所芸人から何故か付き人としての態度が成っていないなどと叱責されて困惑していたと回想している。弟子を自身の事務所に所属させず、芸人の場合は主に自身の古巣に当たる吉本興業に世話を依頼するスタンスを取っていた。弟子入りは「師を笑わせろ」が条件で、遅刻を素直に謝罪したぜんじろうは「そのままの説明ではなく芸人なら面白い言い訳を用意しろ」と叱責されていた。
- 江本龍彦
- 九十九一 - 元は漫談師滝あきらの弟子だったが、入門一年後には上岡の下へ預けられていた。
- テント
- 野口小太郎
- 赤滝圭一郎
- 中西一一
- ぜんじろう - 大阪市内で上岡に「弟子にしてください」と冗談半分に言った結果、本当に弟子になった。
- 屋部芯太郎
- 加藤吉治郎 - 1995年に弟子入り。「弟子吉治郎」の名義も使用。

## 受賞歴
- 1982年 第11回 上方お笑い大賞（読売テレビ） 功労賞
- 1989年 第18回 上方お笑い大賞（読売テレビ） 大賞

## 出演

### テレビ番組
- 毎日放送・JNN系
  - ぼくらは怪しいサラリーマン（1983年11月3日 - 1984年）
  - イカにもスミにも（1987年 - 1991年）
  - 逸見のその時何が!（1993年 - ）
  - ムーブ・上岡龍太郎の男と女ホントのところ→ザッツ! 上岡龍太郎vs50人→上岡龍太郎がズバリ!（1992年 - 1996年、TBS）
  - おサイフいっぱいクイズ! QQQのQ（1998年、TBS）
- 朝日放送・ANN系
  - ラブアタック!（1976年 - 1984年）
  - わいわいサタデー（1983年 - 1986年） - 上岡は同番組で司会をしていたが、メイン司会ではなくサブ司会であった。上岡がメイン司会ではなかった番組は極めて少ない。
  - ABCカルチャー エキスタ女学院（1985年ごろ）金曜担当専任助手。この番組でもサブ司会である。
  - エキスタ寄席（1983年 - 1985年）
  - 夜のAタイム（1985年 - 1986年）
  - THE スポーツ龍談（ - 1989年）
  - 探偵!ナイトスクープ（1988年 - 2000年）[28]
  - 大発見!恐怖の法則（1996年 - 1997年）
  - 超次元タイムボンバー（1996年 - 1997年、テレビ朝日）
  - 上岡龍太郎の金印（1996年 - 1997年、テレビ朝日） - 朝日放送では未放送。
  - 上岡龍太郎のイチャ門天（1997年 - 1998年、テレビ朝日） - 朝日放送では未放送。
  - 龍ノ福耳（1997年、テレビ朝日） - 朝日放送では未放送。
- 関西テレビ・FNS系
  - テレビナイトショー（1969年 - 1971年、東海テレビ） - リポーター（1969年3月 - 1970年6月） → 司会（1970年7月 - 1971年3月）
  - ナイトパンチ（1970年代）
  - ノックは無用!（1975年 - 1997年）
  - 花の新婚!カンピューター作戦（1978年 - 1991年）
  - 上岡龍太郎のもうダマされないぞ! → 上岡龍太郎にはダマされないぞ!（1990年 - 1996年、渡辺プロダクション） - 関西地区ではKBS京都とサンテレビで番販ネット。
  - ゴールデンタイム（1994年、フジテレビ）
  - 上岡・ヒロミの花も嵐も（1996年 - 1997年、渡辺プロダクション） - 関西地区ではKBS京都とサンテレビで番販ネット。
- 読売テレビ・NNS系
  - ミセス&ミセス（1977年 - 1979年、日本テレビ）
  - クイズ新幹線（1977年 - 1978年）
  - ルックルックこんにちは（日本テレビ）
  - ときめきタイムリー（1984年 - 1993年）
  - 鶴瓶上岡パペポTV → LIVE PAPEPO 鶴+龍（1987年 - 2000年）[28]
  - EXテレビ（1990年 - 1994年） - 読売テレビ製作分（火曜・木曜）に出演。
  - 新装開店!SHOW by ショーバイ!!→新装開店!SHOW by ショーバイ2（1995年 - 1996年、日本テレビ）
- テレビ大阪・TXN系
  - 対決!マイベスト10（1997年 - 1998年、テレビ東京）
- KBS京都
  - こんにちは! 奥さん2時です（1975年 - 1977年）
  - タイガース・フィーバー
  - 上岡龍太郎のおしゃべりゴルフ

### ゲスト出演
- 毎日放送・JNN系
  - クイズ!!ひらめきパスワード
  - オールスター激突クイズ 当たってくだけろ!（1990年 - 1993年、TBS） - キャプテンを4回（過去最多）務めたものの、賞金を獲得できたのは最後の第9回のみ。
  - テレビ探偵団（1990年3月4日、TBS）
  - クイズダービー（1990年7月14日、TBS）
  - オールスター感謝祭（1991年秋 - 1999年秋、TBS） - 解答者
    - 遅刻回数10回は最多記録(東京ライブで1回、歌って笑ってドンドコドンで9回)。

  - クイズ100人に聞きました 最終回（1992年9月28日、TBS）
- 朝日放送・ANN系
  - てなもんや三度笠、第278話「藤枝の汁粉屋」（1967年8月27日放送の同話のみ確認[注 4]）* 横山パンチ時代
  - 枝雀寄席（1981年1月25日、1987年7月25日放送回）
  - 世界とんでも!?ヒストリー（テレビ朝日）
- 関西テレビ・FNS系
  - 三枝の愛ラブ!爆笑クリニック
  - 金曜ファミリーランド 推理ゲーム 名探偵はあなただ!! （1991年5月17日、フジテレビ）
  - さんまのまんま（2000年3月21日のみ確認）

### ラジオ番組
- ラジオ関西
  - サテスタ歌謡バラエティ
  - サテスタ歌謡スター登竜門
- ABCラジオ
  - 歌謡曲ぶっつけ本番
  - ミスターサンデー・ミスタードーナツ〜ABC歌とクイズのチェーンジョッキー〜
  - ポップ対歌謡曲
- KBS京都ラジオ
  - 上岡龍太郎のナツメロ歌謡曲 → 上岡龍太郎のナツメロ大全集 → 一夕二聴なつメロ大全集（月、火）（1975年 - 1988年）[1][38]
  - 上岡龍太郎のウィークエンドジャーナル!
  - 上岡龍太郎のちょっと気にする金曜日（1988年 - 1990年）
- MBSラジオ
  - おはようリスナー阪本時彦です（レギュラー）
  - ほんまか 電話リクエスト（金曜担当。1976年10月8日 - 1977年4月1日）
  - ゆうやけジョッキー（1977年7月9日 - 1978年9月30日）
  - それゆけ!木曜 上岡龍太郎（木曜担当。1987年 - 1992年）
  - 上岡龍太郎の今夜もよろしく（1988年10月13日 - 1989年4月6日）
  - 金曜12時上岡龍太郎がやって来た（1999年 - 2000年）
- ラジオ大阪
  - オーサカ・オールナイト 叫べ! ヤングら（金曜担当。1968年 - 1969年）[39]
  - みんなでみんなでリクエスト バンザイ!歌謡曲（1969年 - 1977年）[40]
  - 歌と競馬中継 遊べ半ドン! どんとこい（1972年 - 1973年）[41]
  - あっちゃこっちゃ えらいこっちゃ（1973年 - 1974年）[42]
  - 歌って笑ってドンドコドン（1974年 - 1999年）[1]
  - 推せん盤だよ! 歌謡曲（1974年 - 1976年）[43]
  - 龍太郎のいいたいほうだい歌謡曲（1975年 - 1980年）[44]
  - 上岡龍太郎・安達治彦のあなたとご一緒に
  - ノック・龍太郎のDJ決定版
  - 龍太郎の翔んで1800秒
- 関西以外のラジオ局
  - ばつぐんジョッキー（1968年 - 1986年、CBCラジオ）
  - ハウス 歌のスーパーめぐり（初代パーソナリティ。1969年 - 時期不詳、CBCラジオ）[45]
  - 上岡龍太郎のサタデー・ぴぷ!（1990年4月 - 1995年3月、TBSラジオ）

### テレビドラマ
- あおによし（1972年、NHK大阪） - 田中市兵衛
- 花ぐるま（1974年、NHK大阪）
- 朝の連続ドラマ 見上げればいつも青空（1987年、読売テレビ）
- 必殺スペシャル・新春 大暴れ仕事人! 横浜異人屋敷の決闘（1990年1月3日、ABCテレビ） - 語り手
- 勝海舟（1990年、日本テレビ） - 佐久間象山
- 近松青春日記（1991年、NHK大阪） - 語り
- 金曜ドラマ 包丁いっぽん・夢、みてますか（1993年、NHK大阪）
- 大家族デカ2（1998年8月28日、フジテレビ） - 権頭三郎（教頭先生）役
- けろりの道頓（1999年1月2日、KTV） - 安井道ト（語り）
- 盤嶽の一生 第5話「落としもの」（2002年5月14日、フジテレビ） ‐ 久左衛門

### 映画・オリジナルビデオ
- 雑兵物語（1963年）* 横山パンチ時代
- てなもんや東海道（1966年）* 横山パンチ時代
- てなもんや幽霊道中（1967年）* 横山パンチ時代
- 落語野郎大泥棒（1967年）* 横山パンチ時代
- ガキ帝国（1981年、井筒和幸監督、ATG ぷれいがいどじゃーなる）
- 風、スローダウン（1991年）
- ぜんじろうの怒りのZEN（1994年）
- 難波金融伝 ミナミの帝王 劇場版 VIII 詐欺師の運命（1996年）
- SUN,RUN,GUN 脳みそぶっぱなしツアー1泊2日（1997年）

### 劇場アニメ
- ホーホケキョとなりの山田くん（1999年） - テレビ番組の声

### CM
- 千寿製薬 マイティアコンタクトレンズ用剤シリーズ
- メナード青山リゾート - 板東英二との共演。
- 志乃ぶ寿司（現・シノブフーズ）
- 公共広告機構（現・ACジャパン） - ナレーションのみを担当[46]。
- 参天製薬

## 著書

### 単著
- 『上岡龍太郎かく語りき 私の上方芸能史』筑摩書房、1995年1月。ISBN 4-480-87248-5。
  - 『上岡龍太郎かく語りき 私の上方芸能史』筑摩書房〈ちくま文庫〉、1997年12月。ISBN 4-480-03338-6。

### 共著
- 弟子吉治郎『上岡龍太郎のマラソンは愛と勇気と練習量』ランナーズ、1999年11月。ISBN 4-947537-50-7。
- 弟子吉治郎『引退 嫌われ者の美学』青春出版社、2000年3月。ISBN 4-413-03176-8。
- 桂米朝『米朝・上岡が語る昭和上方漫才』朝日新聞社、2000年7月。ISBN 4-02-257522-0。
- 弟子吉治郎『龍太郎歴史巷談 卑弥呼とカッパと内蔵助』光文社、2002年1月。ISBN 4-334-97324-8。
- 弟子吉治郎『"隠居"のススメ 好き勝手に生きる』青春出版社、2003年9月。ISBN 4-413-02164-9。

### 研究書
- 上岡龍太郎BM研究会『わたしが辛口芸人上岡龍太郎です』ブックマン社、1991年5月。ISBN 4-89308-164-0。
- 戸田学『上岡龍太郎 話芸一代』青土社、2013

## 作詞作品
- 庄内ブルース　(歌：小松おさむとダークフェローズ)
- 庶民のブルース（歌：上岡龍太郎）
- もうすぐ30 (歌：上岡龍太郎)
- 私って駄目な女ね （歌：大形久仁子、和田弘とマヒナスターズ）
- 愛がきらめく時（歌：上岡龍太郎・有賀さつき）1992年8月21日発売、ポニーキャニオン
- 美律子の河内音頭〜酒飲め音頭 （歌：中村美津子）三池嵐次郎名義。
- あなたは今も（歌：リピート山中）
- 走る人へのオベリスク（歌：五木ひろし）
- 花・酒・唄（歌：佐川満男）
- ひとり旅（歌：美里英二）
- ワクワクするよなシチュエーション（歌：SHINGO）